# Bacqueville-en-Caux
Bacqueville-en-Caux é uma comuna francesa na região administrativa da Normandia, no departamento de Sena Marítimo. Estende-se por uma área de 12,15 km². Em 2010 a comuna tinha 1 944 habitantes (densidade: 160 hab./km²).